# Philip Plisson
Philip Plisson (* 17. Januar 1947 in Orléans) ist ein französischer Fotograf, der als Spezialist der Meeresfotografie gilt.

## Leben
Plisson beschäftigte sich seit frühester Kindheit mit dem Meer. Als Jugendlicher begann er mit seiner ersten Kamera vor allem Yachten zu fotografieren. Nach einer zweijährigen Weltreise traf er seine zukünftige Frau, mit der er sich in Frankreich niederließ und zunächst in ihrem Familienbetrieb mitarbeitete.
Im Alter von 27 Jahren wandte er sich vollständig der Fotografie zu und entwickelte sich zu einem Spezialisten für Meeresfotografie. 1991 wurde er zum Peintre Officiel de la Marine ernannt. Mit seinem Sohn Guillaume Plisson, der ebenfalls als Fotograf tätig ist, gründete er den Verlag Pêcheurs d’images. Er veröffentlichte zahlreiche Bildbände.
Im September 2010 wurde Plissons Fotogalerie in Crac’h bei La Trinité-sur-Mer bei einem Brand vollständig zerstört, wobei etwa eine Million Fotos, darunter 450.000 Originale, verloren gingen. Plisson, der sich zum Zeitpunkt des Brandes in Belgien befand, kommentierte dies mit „30 Jahre meines Lebens gingen in Flammen auf“.
Aus seiner Ehe mit Marie-Brigitte gingen zwei Söhne und eine Tochter hervor.
Im Jahr 2012 erstellte Plisson das Kampagnenportrait von Marine Le Pen für den Präsidentschaftswahlkampf.
Im Mai 2014 wurde Plisson wegen Vergewaltigung seiner Nichte im Jahr 1999 zu drei Jahren Gefängnis ohne Bewährung verurteilt, seinen Einspruch gegen das Urteil zog er November 2014 zurück.

## Werke (Auswahl)
- Lichter über dem Meer: Leuchttürme des Atlantiks. (mit Guillaume Plisson, Texte von Daniel Charles) Bielefeld, Delius Klasing, 2001, ISBN 3-7688-1249-9
- Queen Mary 2: die Geburt einer Legende. (mit Guillaume Plisson und Christophe Le Potier, Texte von Gwen-Hae͏̈l Denigot und Eric Flounders),	München, Knesebeck, ISBN 3-89660-249-7
- Das Meer. (Texte von Éliane Georges, Vorwort von Yann Queffélec) Augsburg, Weltbild, 2008, ISBN 978-3-8289-1793-4
- Schiffe. (Texte von Patrick Mahé) Hamburg, G + J/RBA, 2010, ISBN 978-3-86690-196-4

## Auszeichnungen
- 1992: Preis der Stiftung Pays de France
- 1993: Preis des Cercle de la Mer
- 1994: Preis der Académie de Marine
- 1997: Ritter des Seeverdienstordens (Chevalier de l’Ordre du Mérite maritime)
- 2001: Médaille d’or du Ministère de l’Équipement et du Tourisme
- 2004: Ritter der Ehrenlegion (Chevalier de la Légion d’Honneur)[7]